# Anii 720
Secole: Secolul al VII-lea - Secolul al VIII-lea - Secolul al IX-lea
Decenii: Anii 670 Anii 680 Anii 690 Anii 700 Anii 710 - Anii 720 - Anii 730 Anii 740 Anii 750 Anii 760 Anii 770
Ani: 720 | 721 | 722 | 723 | 724 | 725 | 726 | 727 | 728 | 729